# Калиновское (Свердловская область)
Калиновское — село в Камышловском районе Свердловской области России, административный центр состав Калиновского сельского поселения.

## Географическое положение
Село Калиновское расположено в 14 километрах (по автодороге в 16 километрах) к западу-юго-западу от города Камышлова, на правом берегу реки Пышмы. Через село проходит автодорога Камышлов — Сухой Лог. Рядом с Калиновским расположена железнодорожная станция Еланский Свердловской железной дороги.

## История села
Село было основано в 1674 году слободчиками Мещеряковым и Качусовым.

## Христорождественская церковь
В 1787 году была построена каменная, трёхпрестольная церковь, которая была освящена в честь Рождества Христова. Приделы были освящены во имя апостола Иоанна Богослова и в честь Воздвижения Креста Господня. В 1920-е годы богослужения не совершалось, а в 1937 году церковь была закрыта. В советское время в здании размещался клуб.

## Население
| 2002 | 2010 | 2021 |
| ---- | ---- | ---- |
| 383  | ↘358 | ↗502 |